# Người Brasil gốc Ba Lan
Người Brasil gốc Ba Lan (tiếng Bồ Đào Nha: polono-brasileiros) là một thuật ngữ để chỉ những người Brasil có nguồn gốc tổ tiên một phần hoặc toàn bộ là người Ba Lan họ mang những đặc điểm về sinh học, ngôn ngữ hay một sự liên kết nhất định đối với văn hóa Ba Lan, thuật ngữ này cũng được sử dụng để chỉ những người là công dân của Ba Lan hoặc sinh ra tại Ba Lan đang thường trú hoặc định cư lâu dài tại Brasil. Ngoài ra, một người được coi là một người Brasil gốc Ba Lan cũng có thể có ít nhất một cha mẹ là người Ba Lan. Theo thống kê vào năm 2021 số người có gốc gác Ba Lan tại Brasil ước tính vào khoảng 5 triệu người. Họ phân bố tập trung ở những khu vực gần biên giới với Argentina và Paraguay. Cũng có một số lượng lớn những người có gốc Ba Lan hoặc Đông Âu khác trong cộng đồng người Brasil hải ngoại tại Bắc Mỹ.
Người Ba Lan bắt đầu di cư tới Brasil và khoảng cuối thế kỉ 19 với tổng dân số ước tính khoảng 200,000 người. Cho tới những năm 1920, do ảnh hưởng của Phân chia Ba Lan họ di cư tới đây dưới danh nghĩa "Người Nga" hoặc các dân tộc khác.

## Lịch sử
Dòng người Ba Lan nhập cư đầu tiên cập cảng Itajaí, Santa Catarina, vào tháng tám năm 1869. Dòng người có khoảng 78 người Ba Lan di cư từ Silesia. Đi theo chuyến tàu từ Victoria, mang họ từ  Mitteleuropa để tới định cư tại Brusque.

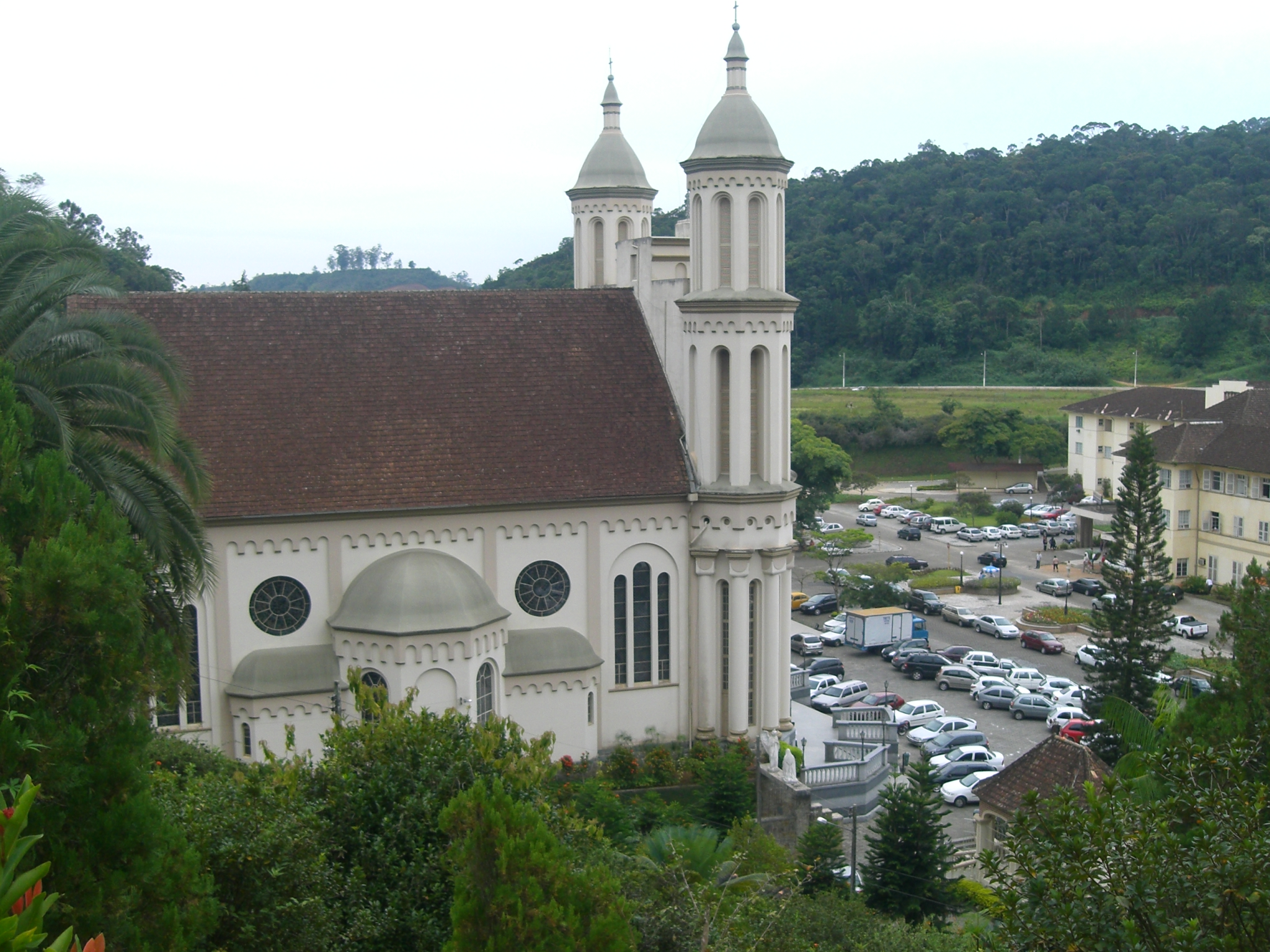
Thị trấn Brusque, tại bang Santa Catarina, nơi đã tiếp nhận nhiều người Ba Lan nhập cư

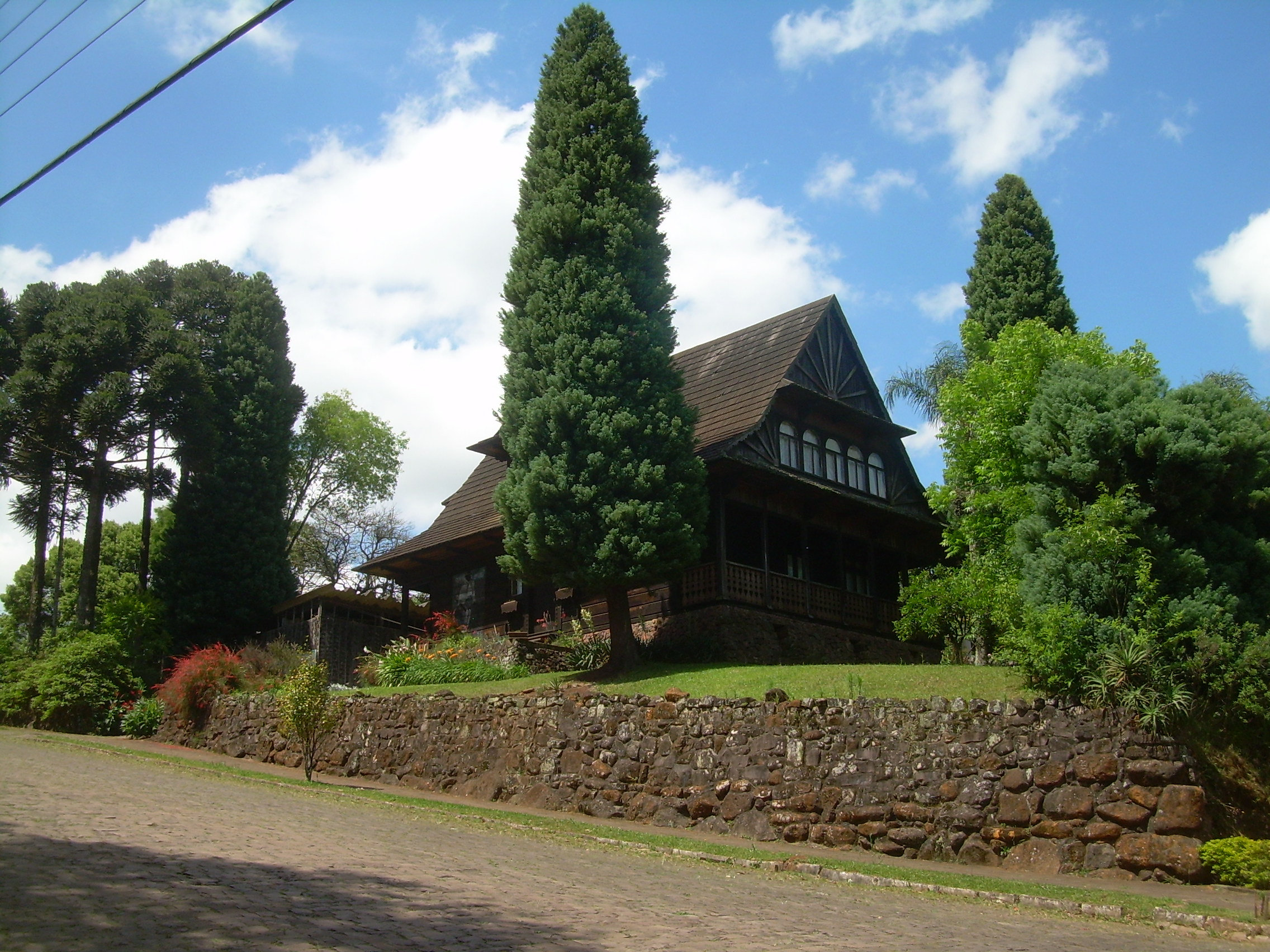
Một ngôi nhà của người Ba Lan tại Nova Prata, Rio Grande do Sul.

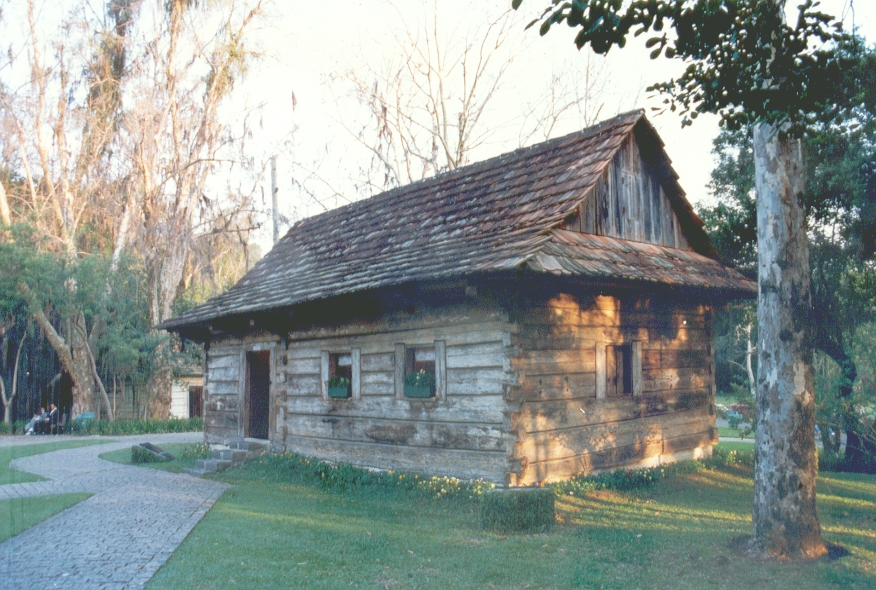
Một ngôi nhà của người Ba Lan tại Curitiba.

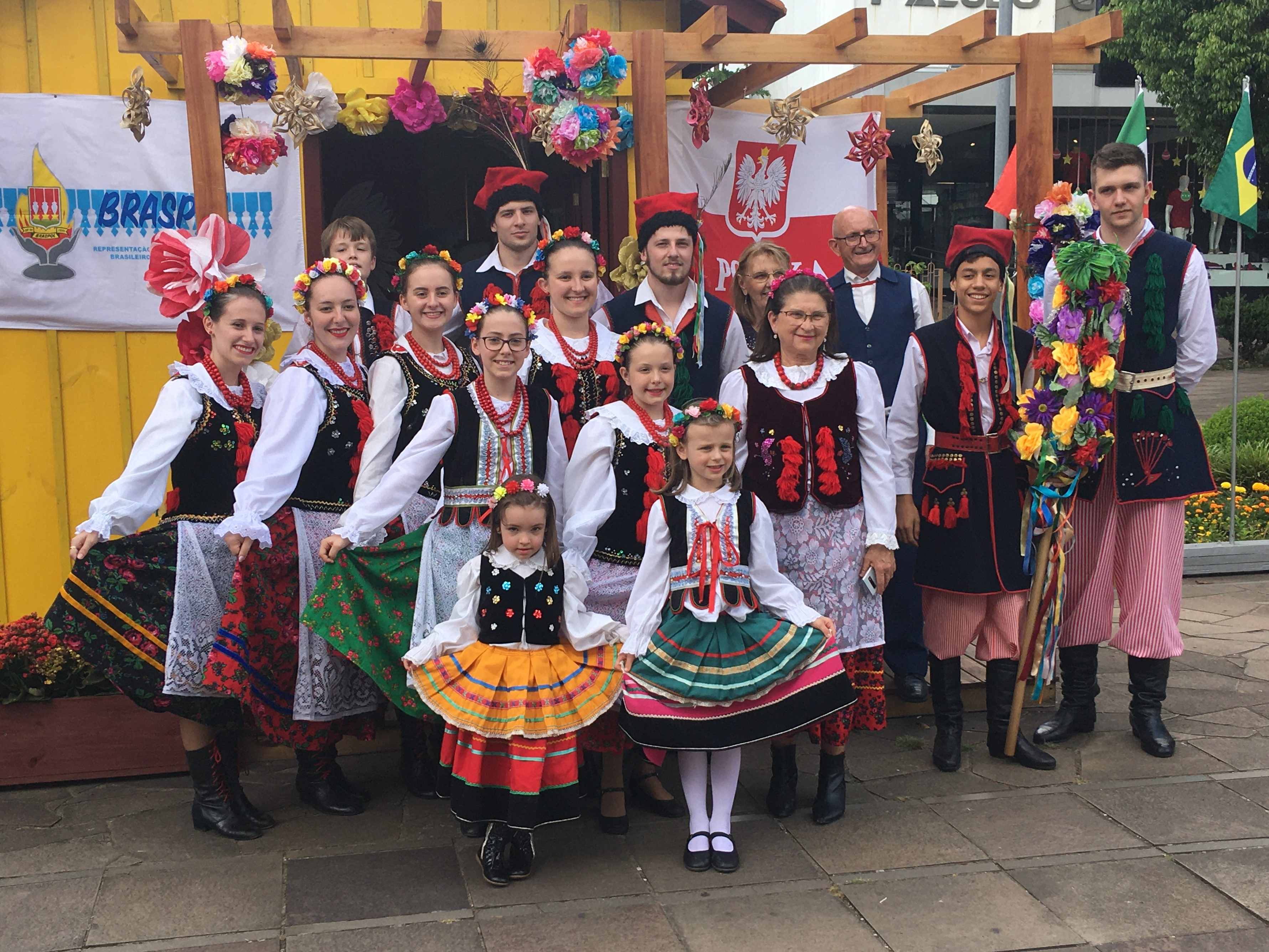
Những người gốc Ba Lan tại Nova Prata, Rio Grande do Sul.

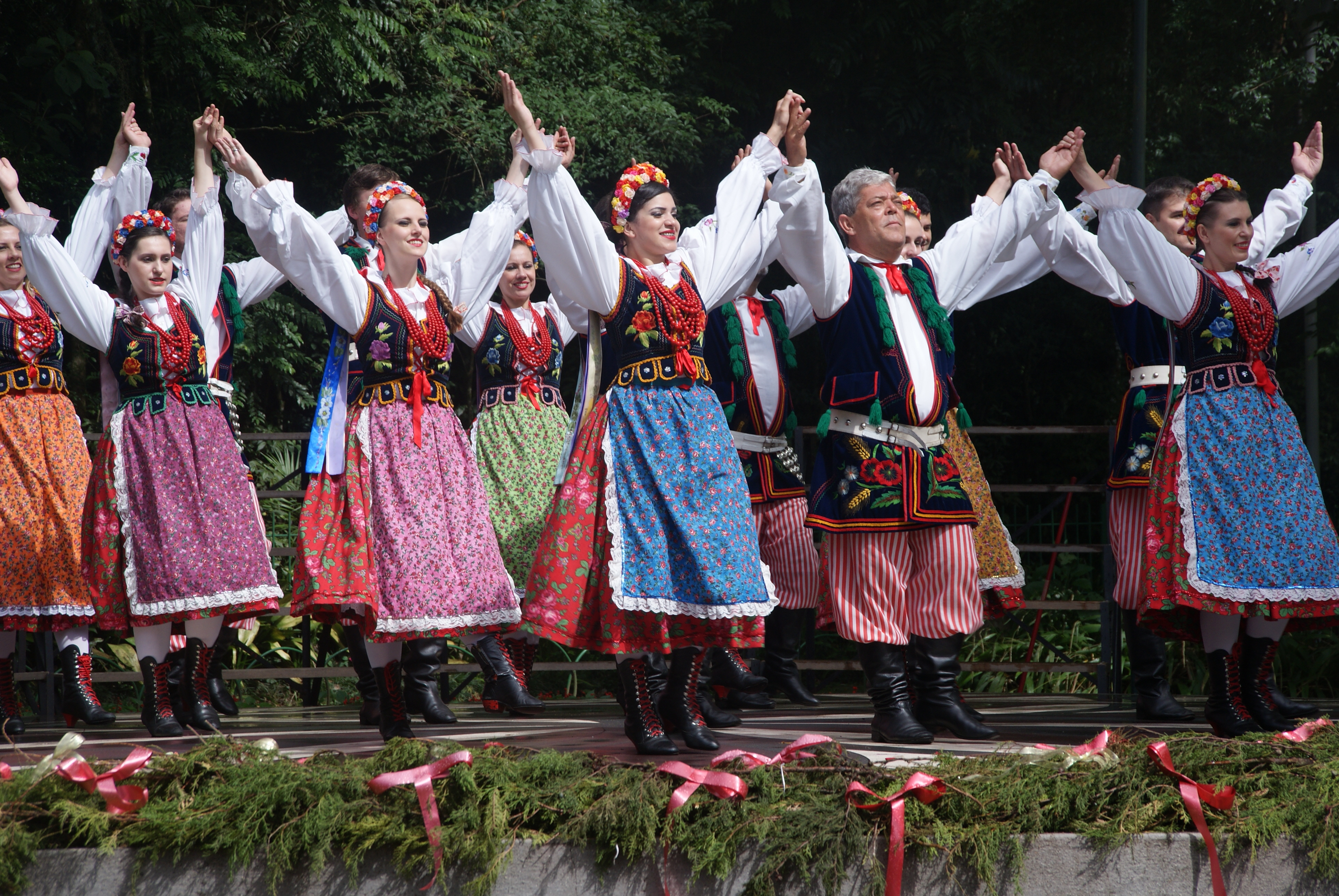
Một lễ hội của người Ba Lan tại Curitiba.